# Дьячков Леонід Миколайович
Леонід Миколайович Дьячков (рос. Леонид Николаевич Дьячков; нар. 7 травня 1939, Ленінград, РРФСР, СРСР — пом. 26 жовтня 1995, Санкт-Петербург, Росія) — радянський і російський актор театру і кіно. Заслужений артист РРФСР (1971). Народний артист РРФСР (1980).

## Життєпис
Закінчив Ленінградський театральний інститут імені О.М. Островського (1961, курс Б.В. Зона). Після його закінчення потрапив в трупу Театру імені Ленсовєта.
У кіно дебютував в 1963 році в фільмі «Приймаю бій». Працював на картинах режисера Лариси Шепітько, Гліба Панфілова, Петра Тодоровського, Олександра Мітти.
З 1984 року — актор кіностудії «Ленфільм». 
Знімався у фільмах Одеської кіностудії: «Міський романс» (1970), «За твою долю» (1972), «Я — Водолаз-2» (1975), а також в картинах «Провінційна історія» (1988) студії Укртелефільм і «Вишневі ночі» (1992) «Національно-культурного виробничого центру Рось». 
З 1988 року — актор Ленінградського Театру імені О.С. Пушкіна (нині — Александринський театр).
Леонід Дьячков наклав на себе руки 26 жовтня 1995 р. у Санкт-Петербурзі.

### Особисте життя
Перша дружина — Олена Маркіна, заслужена артистка Росії. Друга (громадянська) дружина — актриса Інна Варшавська, померла від раку в 1990 році. Третя дружина — художник по костюмах Тетяна Томошевська.

## Фільмографія
- 1956 — Дорога правди — Кисельов (немає в титрах)
- 1963 — Приймаю бій — Михайло Валетов
- 1964 — Хокеїсти — епізод
- 1965 — Іду на грозу — Анатолій Полтавський
- 1965 — Пригоди зубного лікаря — Костя
- 1966 — Крила — Митя Грачов, військовий льотчик
- 1967 — У вогні броду немає — епізод
- 1967 — Фокусник — Павло, слідчий
- 1968 — Дон Кіхот веде бій (фільм-спектакль) — Єгор Сивий
- 1969 — Гори, гори, моя зірко — Охрим
- 1969 — Мертві душі (фільм-спектакль) — автор
- 1970 — Міський романс — батько Ганнусі, вертольотчик
- 1970 — Щастя Анни — Яків
- 1971 — Ти і я — Петро
- 1972 — За твою долю — Федір
- 1973 — Приборкання норовливої (фільм-спектакль) — Люченціо
- 1974 — Премія — Віктор Миколайович Черніков, начальник будівельного управління
- 1974 — Найжаркіший місяць — Віктор Лагутін, сталевар
- 1974 — Сергєєв шукає Сергєєва — Юрій Миколайович Сергєєв
- 1975 — Ковальова з провінції (фільм-спектакль) — Олексій Олексійович Мещеряков, хірург
- 1975 — Що таке добре і що таке погано (короткометражний) — директор радгоспу
- 1975 — Я — Водолаз-2 — Леонід Криницький, водолазний старшина
- 1976 — Недільна ніч — Трубчак, голова колгоспу
- 1976 — Середина життя — Дмитро Юсупов
- 1976 — Тільки удвох — Борис Антонович Воронін, головний редактор
- 1977 — Друга спроба Віктора Крохіна — Микола Іванович Глинов, боксер
- 1978 — Антоніна Брагіна — Степан Брагін
- 1979 — Бал (фільм-спектакль)
- 1979 — Смак хліба — Юрій Григорович Калашников
- 1979 — Крутий поворот — Володимир Петрович Бильбасов, капітан судна
- 1979 — Старосвітські поміщики (фільм-спектакль) — оповідач
- 1980 — У поті чола свого (фільм-спектакль) — Голота
- 1980 — Остання втеча — Микола Чернов
- 1980 — Холостяки (короткометражний) — Яша
- 1981 — Други ігрищ та забав (короткометражний) — Худяков
- 1981 — На чужому святі — майор Кондратьєв Віктор Іванович
- 1981 — Фронт в тилу ворога — Віктор Іванович Шумський, інженер-майор
- 1981 — Поліська хроніка: Люди на болоті — Ахрім Грибок / Іван Онисимович Апейка
- 1982 — Поліська хроніка: Дихання грози
- 1983 — П'ятий десяток (фільм-спектакль) — Пушкін Ігор Миколайович, відряджений іхтіолог
- 1984 — Без сім'ї — Жером Барбер, прийомний батько
- 1985 — Перед самим собою — Василь Степанович Полоніцин, чиновник Спілки композиторів
- 1985 — Розслідує бригада Бичкова (фільм-спектакль) — Коптельцев
- 1986 — Міст через життя — Курдюмов, професор
- 1987 — Зустрічним курсом — судновий лікар
- 1987 — Мій бойовий розрахунок — начальник госпіталю
- 1987 — Під кінець ночі — лікар на німецькому судні
- 1988 — Лапта — П'ятницький, доцент
- 1988 — Небезпечна людина — Григорій Павлович Павлов, заступник головного інженера
- 1988 — Провінційна історія — батько Майки, директор хімзаводу
- 1989 — Васька — Костянтин Якович Куницький
- 1989 — Висока кров — Молчанов, конюх
- 1989 — Круглянський міст — батько Миті
- 1992 — Вишневі ночі — Свиридов, офіцер НКВС
- 1993 — Аляска Кід — господар готелю
- 1993 — Чорна лелека — Петрович, бізнесмен